# شاكر محمود السعدون
شاكر محمود رامز السعدون نائب رئيس أركان الجيش العراقي في عهد المملكة العراقية.

## ولادته ونشأته
ولد شاكر السعدون في عام 1907، في محلة الصقارة قرب شارع الكفاح والكائنة في جانب الرصافة من بغداد، ثم سكنت أسرته في الأعظمية، وتنتمي عائلته إلى أسرة آل السعدون الهاشمية الأصل والتي قدمت من الحجاز وسكنت العراق، ودرس وتعلم القرآن في الكتاتيب قبل دخوله إلى المدارس الابتدائية، وبعد انتهاءه من دراسته الاعدادية التحق بالكلية العسكرية العراقية في بغداد عام 1924، وتخرج منها برتبة ملازم ثاني في عام 1927.

## الوظائف والمناصب
بعد تخرجه من الكلية العسكرية شغل مناصب عديدة في الجيش العراقي وترفع إلى رتبة لواء، ثم عين معاونا لرئيس أركان الجيش، وشغل بعدها منصب مدير الطيران المدني، وكرم ومنح العديد من أنواط الشجاعة، منها وسام الرافدين ونوط الخدمة الفعلية. ومن أولاده ناطق السعدون الذي كان ضابطا برتبة فريق ركن وشغل منصب قائد فيلق في الجيش العراقي.

## من مؤلفاته
كان شاكر السعدون أديبا ومؤرخا موسوعيا وله عدة مؤلفات منها:
- موسوعة حروب فجر الإسلام محمد المثل الأعلى في القيادة.
- القادسية.
- نهاوند.
- اليرموك.

## وفاته
توفى شاكر السعدون في 17 شباط/فبراير 1991.